# 야하시엘
야하시엘(Jahaziel, 히브리어: יַחֲזִיאֵל Yaḥăzīʾēl)은 히브리어 성경에 언급된 다섯 글자의 이름이다. 야하시엘은 “하나님이 보신다” 또는 “야훼께서 보시다”라는 뜻이다. 이 이름을 지닌 인물 중 4명은 독립적인 행동을 한 것으로 간주되지 않고 단순히 여러 제사장 중 한 명으로 언급된다(대상 16:6, 23:19, 24:23; 역대하 20:14; 에스라 8:5). 또는 용사 목록에 포함된 구성원(역대상 12:4)을 가리키기도 한다. 하지만 레위 사람 야하시엘이라는 사람이 하나님의 소식을 전한 것으로 언급되어 있다.